# Laure Dupraz
Laure Dupraz (Genève, 16 juni 1896 - Fribourg, 26 oktober 1967) was een Zwitserse hooglerares en pedagoge.

## Biografie
Laure Dupraz behaalde achtereenvolgens een lerarendiploma, licentiaat in de wiskunde en een doctoraat in de filosofie (1932) aan de Universiteit van Fribourg. Vanaf 1933 was zij directrice van de middelbare meisjesschool van Fribourg. Vanaf 1944 was ze buitengewoon en vanaf 1948 gewoon hoogleraar pedagogie aan de Fribourgse universiteit, waar ze tevens codirectrice van het instituut voor pedagogie. Ze was er tevens decaan van de faculteit letteren. Als pedagoge schreef ze verscheidene bijdragen over het christelijk vrouwelijk onderwijs, scouting en enkele Fribourgse pedagogen zoals Grégoire Girard, Eugène Dévaud en Tobie-Raphaël Horner. Zij was tevens voorzitster van de Zwitserse nationale commissie bij de UNESCO.